# Sillamäe
Sillamäe (németül: Sillamäggi vagy Sillamägi) város Észtország északkeleti részén, Ida-Viru megyében, a Finn-öböl déli partján, a Sõtke-folyó mentén. Lakossága 2010. január 1-jén 16 183 fő volt. A 20. század elejéig jelentős üdülőtelep volt. Kereskedelmi kikötővel rendelkezik és ipara is jelentős, legfontosabb iparága a vegyipar.

## Fekvése
Észtország északkeleti partvidékén, közvetlenül a Finn-öböl partján, a Sõtke-folyó torkolatában terül el. Az észt–orosz határ közelében, Narva határvárostól 25 km-re található. Távolsága a fővárostól, Tallinntól 186 km, Szentpétervártól 170 km. A városon halad keresztül a Szentpétervár felé vezető Tallinn–Narva 1. sz. főút. A városhoz legközelebb fekvő vasútállomás Vaivara faluban található.

## Története
A település első írásos említése 1502-ből való, ahol egy kocsmáról írnak. Abban az időben a terület a Livóniai rend fennhatósága alatt volt. A 16. században a területen jött létre a Türsamäe uradalom (németül: Türsel), erről 1520-ból van írásos emlék. 1700-ban a Sõtke-folyón híd, valamint a területen malom épült. A tengerparton egy halászfalú jött létre. A mai város területének földjei abban az időben Vaivarához tartoztak. A Türsamäe uradalomnak híres udvarháza volt. Az uradalom a Seidlitz család birtokában volt, később Tõnu Walk, az első észt származású nagybirtokos vásárolta meg. Sillamäe 1849-ben különült el a Türsamäe uradalomtól és lett önálló település.
A 19. században Sillamäe kedvelt nyári üdülőhely lett, amely népszerű volt a pétervári értelmiség és polgárság körében. 1869-ben megfordult ott Pjotr Csajkovszkij is. Ivan Pavlov pszichológusnak nyaralója volt ott és 1891-től 25 éven keresztül minden nyáron ott üdült. Az első világháború előtti években mintegy 100 üdülőépület volt a településen, több ezer szálláshellyel.
Az idegenforgalomnak az ipari fejlesztés vetett véget. Az 1920–30-as években indult el a település környékén az olajpala kitermelése. 1928-ban pedig egy svéd tőkével létrehozott cég olajpala-feldolgozó üzemet épített. Később egy hőerőművet és egy kisebb kikötőt is építettek. Az Eestimaa Õlikonsortsium az 1939-es évben 36 944 tonna palaolajat állított elő. Az 1940-es szovjet megszállás évében már 2600 fő volt a település lakossága.
Az 1941–1944 közötti német megszállás alatt koncentrációs táborok működtek a település környékén. A táborokban fogva tartottakat a bányákban dolgoztatták. 1944-ben a Narvai csata idején Sillamäe a német védelmi vonalak rész volt. 1944 nyarán a Narváért vívott csatában a német és szovjet csapatok több hónapos kemény harcokat vívtak a térségben. Ekkor az olajpala-feldolgozó üzem, a kikötő, és az épületek többsége megsemmisült. 
1944 végén kezdett érdeklődni a szovjet vezetés a terület iránt. 1944–1945 telén szovjet geológusok végeztek vizsgálatokat, ennek során az ott található ásványok urántartalmát vizsgálták. 1946-ban döntés született a régi olajpala-feldolgozó helyén egy új uránérc-feldolgozó üzem létesítéséről. Az üzem építésén és a bányában is dolgoztattak foglyokat. 1946-ban rendelték el Gulag-táborok létesítését. Ezekbe először 1946 őszétől mozgósításra berendelt, de valójában a fogolytáborokba küldött letteket, litvánokat és észteket zártak. Később német hadifoglyokat is szállítottak ezekbe a táborokba. Összesen mintegy 4000 foglyot dolgoztattak ott.
1947-ben adták át a helybeleiknek csak „festékgyárként” emlegetett 7. számú kombinátot, amely a kitermelt ércből vegyi dúsítással urán-oxidot, döntően triurán-oktaoxidot (U3O8) állított elő. Ennek a további feldolgozása Narvában történt. 1952-ig a helyben kitermelt ércet dolgozták fel. A gyenge technológia miatt az urán nagy része a meddőben maradt. Az 1960-as évektől az alapanyag többségét már a Közép-Európa szovjet befolyás alatt lévő országaiban (Csehszlovákia, NDK, Magyarország, Lengyelország, Románia) kitermelt és odaszállított érc adta. 1970-től az urán mellett más ércek feldolgozása is elkezdődött. Loparitból tantált és nióbiumot állítottak elő. Később egyes ritkaföldfémek előállítása is elkezdődött. 1982-től az üzem 2–4,4%-nyi U235 izotópot tartalmazó dúsított uránt is gyártott. 1950–1989 között az üzem 98 681 tonna triurán-oktaoxidot (U3O8) és 1354,7 t dúsított uránt állított elő. A szovjet időszakban végzett uránfeldolgozás jelentős környezeti károkat okozott. A feldolgozás során keletkezett, radioaktív anyagokat és egyéb mérgező anyagokat (pl. nehézfémeket) tartalmazó meddőt a tenger partján halmozták fel. Ezek ártalmatlanítására nemzetközi projekt indult. A kb. 6 millió tonna mérgező anyagot napjainkra sikerült elszigetelni a környezettől. 1990-ben teljesen felhagytak az uránfeldolgozással, helyette az üzem kizárólag ritkaföldfémek feldolgozására állt át.
A település 1957-ben kapott városi rangot. Lakossága 1976-ban már meghaladta a 16 ezer főt. A település jelentősen túlnőtte a korábbi határait. A környező kisebb települések, mint pl. Kannuka és Türsamäe is beolvadtak. Ebben az időszakban sok munkáscsaládot telepítettek be Oroszországból, Ukrajnából, illetve a Szovjetunió más régióiból. Sillamäe 1947–1991 között zárt város volt és Narva–10 néven volt ismert. A szovjet időszak betelepítései nyomán a nemzetiségi összetétel eltorzult, az észtek napjainkban is csak a lakosság kb. 4%-át teszik ki, a népesség többségét orosz nemzetiségűek alkotják. A lakosságszám az 1940-es 2600 főről 1989-re több mint 20 ezerre nőtt, a 2000-es években 15–16 ezer fő között alakul, napjainkban 14 ezer fő alatt van.

## Népessége
| Lakosok száma | 14 252 | 14 122 | 13 964 | 13 288 | 12 989 | 12 719 | 12 480 | 12 438 | 12 452 | 12 352 |
|               | 2011   | 2014   | 2015   | 2017   | 2018   | 2019   | 2020   | 2022   | 2023   | 2024   |

## Gazdasága

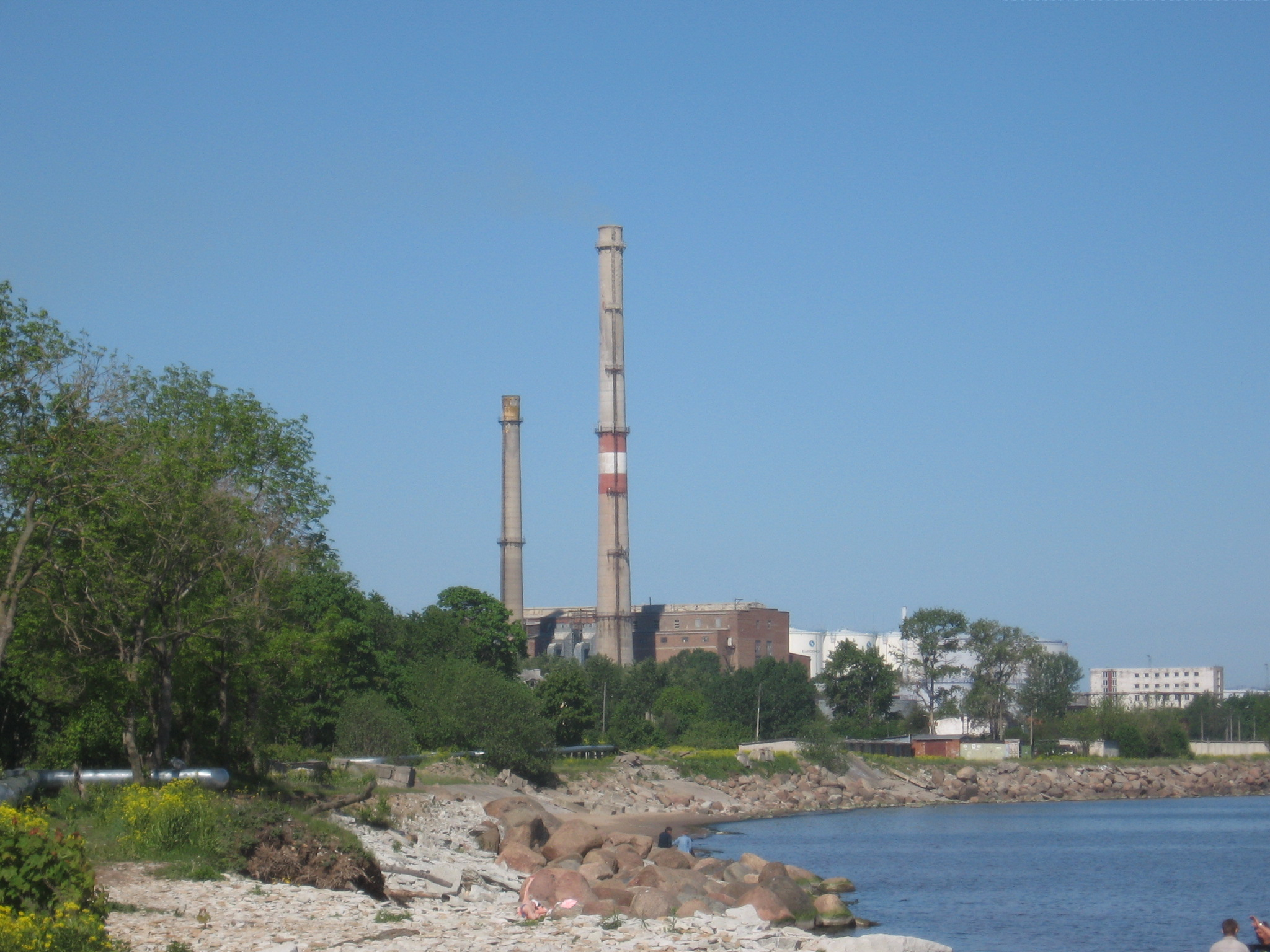
A Silmet vegyiüzem Sillamäéban

A gazdaság fejlődése a 19. század végén indult meg, amikor Sillamäe üdülőfaluvá vált. A szovjet időszakban megépített ércfeldolgozó üzem volt a fő településképző erő. Napjainkban is a ma már ritkaföldfémeket előállító üzem, a Silmet a város legfontosabb ipari létesítménye. A céget 1997-ben privatizálták, 2011-ben két részletben az amerikai Molycorp vállalat vásárolta meg 89 millió USD-ért.
Sillamäe napjainkban kikötővárosként is jelentős. Kereskedelmi kikötőjét 2005-ben nyitották meg és az áruforgalma 2011-re már elérte az évi 4,9 millió tonnát. A forgalom felfutásában szerepet játszott az, hogy ez az Oroszországhoz legközelebb fekvő EU-s kikötő. A kikötőben vegyi anyagok továbbítására alkalmas terminálok is vannak. 2006–2007 között kompforgalom volt Sillamäe és a finnországi Kotka között, de ez az alacsony kihasználtság miatt megszűnt. Napjainkban Sillamäe – Tallinn, Riga, Klaipeda és Ventspils után – az ötödik legnagyobb forgalmú kereskedelmi kikötő a Baltikumban.

## Partnertelepülések[2]
- Nokia
- Kotka
- Havre de Grace (Maryland)
- Bützow
- Brovari
- Mszciszlav
- Nyekraszovszkojei járás, Jaroszlavli terület
- Kingiszepp

## Torábbi információk
- A város hivatalos honlapja
- A Sillamäe múzeum
- Sillamae a Visit Estonia oldalán (angolul)